# Melchor Ocampo, San Rafael
Melchor Ocampo är en ort i Mexiko.   Den ligger i kommunen San Rafael och delstaten Veracruz, i den sydöstra delen av landet, 250 km öster om huvudstaden Mexico City. Melchor Ocampo ligger 9 meter över havet och antalet invånare är 508.
Terrängen runt Melchor Ocampo är platt, och sluttar norrut. Runt Melchor Ocampo är det ganska glesbefolkat, med 30 invånare per kvadratkilometer. Närmaste större samhälle är San Rafael, 4,6 km väster om Melchor Ocampo. Omgivningarna runt Melchor Ocampo är en mosaik av jordbruksmark och naturlig växtlighet.